# Exposición de arte

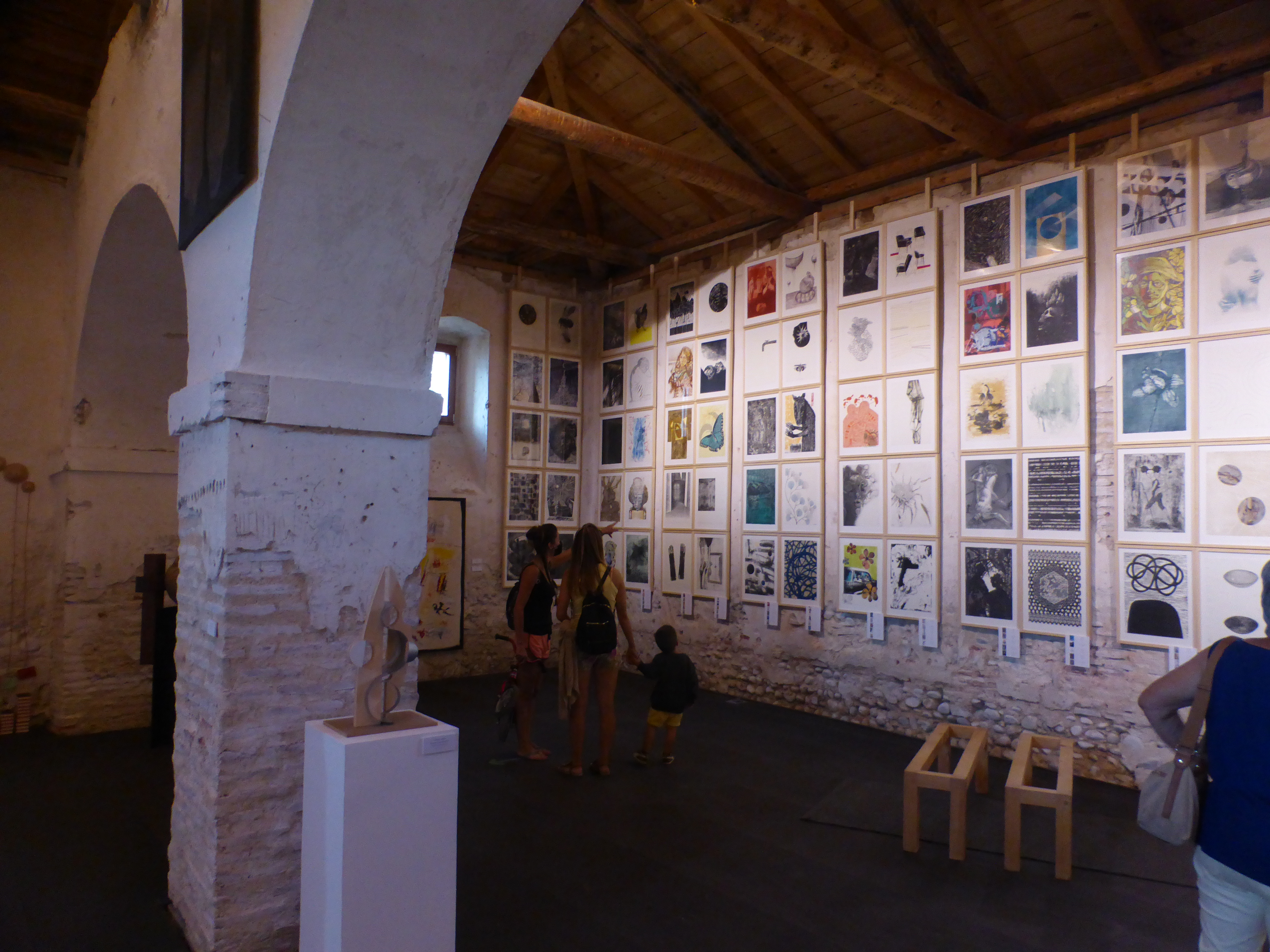
Exposición colectiva de grabados en el Monasterio de Santa María de Sandoval, España.

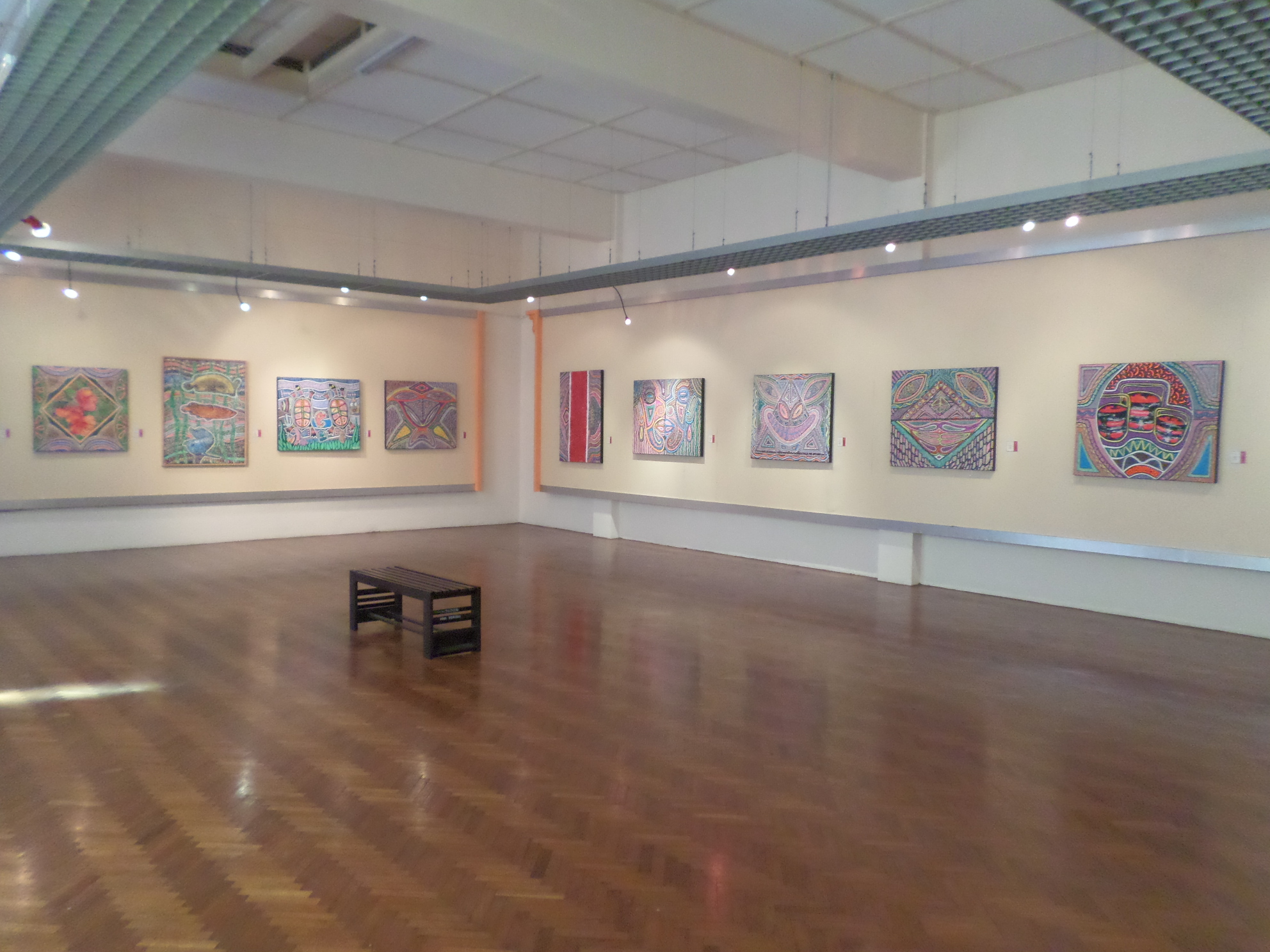
Exposición de arte.

Una exposición de arte es el espacio donde se dan a conocer al público determinados objetos artísticos (en el sentido más general). En términos universales, toda exposición se considera temporal, a menos que se especifique que se trata de una exposición permanente.
En las exposiciones, que pueden ser individuales o colectivas, se pueden presentar imágenes, dibujos, grabados, videos, sonidos, interactividades, esculturas, etcétera, de artistas individuales o de grupos. Las obras artísticas pueden presentarse en museos, galerías de arte, clubes de arte y galerías privadas.